# 바람 (음악 그룹)
바람(Baram)은 2000년대 중반 당시에 활동했던 대한민국의 남성 R&B 음악 듀오였다. 구성원으로는 '장군(본명: 장호근)'과 '서우(본명: 한서우)'라는 두 사람으로 구성된 음악 그룹으로, 이른바 이 2인조 음악 그룹의 리더 출신의 장군은 현재 록 트로트 가수로 유명한 장민호이기도 하다.
2004년 데뷔한 '바람(Baram)'의 첫 앨범 《Just like a wind》에는 데뷔곡이자 1집 타이틀곡 '사랑하다' 등을 포함해, 팝 발라드와 R&B, 디스코 팝, 펑키 팝, 힙합 레게 소울, 록 음악 등 다양한 장르의 트랙들이 수록되었고 데뷔 후 지역 방송 주최 공연과 대학 축제 등을 통해 라이브 실력을 쌓으며 공연에서 가창력과 무대 매너를 보여주었다. 2005년 5월부터는 뮤직비디오와 언론들을 통해 중화인민공화국(중국)의 산둥성에서도 프로모션을 진행했고, 중화인민공화국 현지에서도 얼굴이 알려진 이후 중화민국(대만)과 중화인민공화국(중공 대륙 본토)의 진출이 확정되어 중국어로 가사를 써 녹음까지 마치는 등 본격적인 중국 시장 진출까지 노렸으나, 2집을 준비하던 도중 그룹이 갑자기 자연스럽게 해체되었다.

## 앨범
| 발매일          | 제목             | 수록곡 | 비고 |
| --------------- | ---------------- | --- | ---- |
| 2004년 11월 6일 | Just like a wind | Brother 사랑하니까 모를리없겠죠 사랑하다 그럴수만있다면 건망증 Guilty 중독 좋은날 거짓말쟁이 One 남자니까 Technique 바람 Loving You 헤어지다 | 정규 |

## 같이 보기
- 장민호
- 유비스